# Berthenay
Berthenay – miejscowość i gmina we Francji, w Regionie Centralnym, w departamencie Indre i Loara.
Według danych na rok 1990 gminę zamieszkiwało 570 osób, a gęstość zaludnienia wynosiła 79 osób/km² (wśród 1842 gmin Regionu Centralnego Berthenay plasuje się na 626. miejscu pod względem liczby ludności, natomiast pod względem powierzchni na miejscu 1276.).